# 戈羅季利夫
49°50′28″N 24°54′59″E / 49.84111°N 24.91639°E
戈羅季利夫（烏克蘭語：Городилів），是烏克蘭西部的村莊，隸屬利維夫州的佐洛奇夫區。該村面積1.05平方公里，海拔高度254米，人口362，人口密度每平方公里367.37人。